# Allier
Allier ([[aˈlje]], în occitană Alèir [[a'lɛj]]) este un departament din zona central-sudică a Franței, situat în regiunea Auvergne-Rhône-Alpes. Este unul dintre departamentele originale ale Franței create în urma Revoluției din 1790. Este numit după râul omonim care traversează departamentul. În 1940, Guvernul Mareșalului Philippe Pétain a ales capital în orașul Vichy, situat în acest departament.

## Geografie
Departamentul se învecinează la nord-vest cu Département Cher al regiunii Centre-Val de Loire, în nord cu Département Nièvre al regiunii Burgundia, la ost Département Saône-et-Loire, situat tot în Burgundia, la sud-ost Département Loire din regiunea Rhône-Alpes, la sud Département Puy-de-Dôme și la vest cu Département Creuse din regiunea Limousin.

## Localități selectate

### Prefectură
- Moulins

### Sub-prefecturi
- Montluçon
- Vichy

### Alte localități
- Cérilly
- Néris-les-Bains

## Diviziuni administrative
- 3 arondismente;
- 35 cantoane;
- 320 comune;

## Personalități născute aici
- Lucien Virmoux (1899 - 1987), inginer aeronautic.